# Adorior
Adorior est un groupe de metal extrême britannique, originaire de Sutton.

## Histoire
Le groupe est fondé fin 1994 par la chanteuse Melissa Hastings et le bassiste Chris « Nunravager » Hastings. Afin de former le groupe, les membres déménagent du nord de l'Irlande vers l'Angleterre. Début 1996, la formation est complétée par l'ajout du guitariste Tony Slut Sodomizer et du batteur Paul Elvidge. Hastings fut actif au sein de Bestial Warlust et Razor of Occam notamment. Elvidge est remplacé peu de temps après par Dani Ben-Haim. Une première démo Beyond the Distant Blue paraît en 1996. Le label Head Not Found prend alors connaissance du groupe, chez qui en 1998, le premier album Like Cutting the Sleeping sort. Des concerts suivent, en particulier en 2000 avec Gospel of the Horns. Pour 2003, la sortie d'un split de Hater of Fucking Humans est prévue avec Witchmaster chez Cirle of the Tyrants Records, qui devait à l'origine apparaître dans une édition de 666 exemplaires. Cependant, le disque sort en 2004 chez le label polonais Agonia Records. Le deuxième album du groupe Author of Incest suit en septembre 2005. Une version vinye limitée à 500 exemplaires sort en novembre. Suivent d'autres concerts en 2007, notamment avec Axegressor et Urn. Avant cela, le guitariste T. Kaos avait quitté le groupe la même année et fut remplacé par Ian « Shrapnel » Gray de Deströyer 666.

## Discographie
- 1996 : Beyond the Distant Blue (démo, autoproduction)
- 1998 : Like Cutting the Sleeping (album, Head Not Found)
- 2004 : Hater of Fucking Humans / Blood Bondage Flagellation (split avec Witchmaster, Agonia Records)
- 2005 : Author of Incest (album, Agonia Records)
- 2010 : Fucking in Fire / Conceived in Abhorrence (split avec Terrorama, Nuclear War Now! Productions)

## Source de la traduction
- (de) Cet article est partiellement ou en totalité issu de l’article de Wikipédia en allemand intitulé « Adorior » (voir la liste des auteurs).

1. ↑  (en) Jonathan Selzer, « Extreme metal pioneers gather for night of blackened brutality », sur loudersound.com, 2019 (consulté le 16 juin 2021)
2. 1 2  (en) Niklas Göransson, « Adorior », sur bardomethodology.com, 2020 (consulté le 16 juin 2021)
3. ↑  (en) Alexandre Guudrath, Anthologie du black metal, vol. 1, Camion blanc (lire en ligne)